# Petelia cariblanca
Petelia cariblanca är en fjärilsart som beskrevs av William Schaus 1911. Petelia cariblanca ingår i släktet Petelia och familjen mätare. Inga underarter finns listade i Catalogue of Life.